# Phrynobatrachus versicolor
Phrynobatrachus versicolor é uma espécie de anfíbio da família Petropedetidae. Pode ser encontrada nos seguintes países: Burundi, República Democrática do Congo, Ruanda e Uganda. Os seus habitats naturais são: regiões subtropicais ou tropicais húmidas de alta altitude, rios, rios intermitentes e pântanos. Está ameaçada de extinção por perda de habitat.